# Edmundo De Amicis
Edmundo De Amicis (Oneglia, 21 de outubro de 1846 – Bordighera, 11 de março de 1908) foi um escritor e militar italiano. Sua obra de maior destaque é "Coração" (em italiano "Cuore"). Este livro tinha o objetivo de criar uma identidade nacional e cultural para a Itália recém-unificada. A história narra a vida de uma turma de alunos na escola pública e o professor conta um conto por mês, exaltando em cada conto atos de heroísmo de um menino de cada uma das províncias italianas. Foi adotado como livro de leitura em quase todas as escolas da Itália durante muitos anos.
Cursou a escola militar de Módena, deixando-a em 1865 como oficial. Em 1866 tomou parte da batalha de Custozza. Em 1867, dirigiu o diário La Itália Militare, de Florença. Sua obras, hoje traduzidas em muitas línguas, gozam de um prestígio todo especial em seu país natal. Fez sua estréia literária em 1866, com o livro La Vita Militare.
Encontra-se conteúdo literário da sua autoria nas revistas A Leitura (1894–1896). e Branco e Negro (1896–1898).
Sua obra Sull'oceano (No oceano), publicado em 1889 com grande sucesso, misto de romance e diário de bordo de uma viagem de Gênova a Montevidéu na primavera de 1884 no vapor Nord America (que no livro recebe o nome de Galileo), transportando na terceira classe cerca de 1600 trabalhadores rurais italianos em busca de uma vida melhor na América do Sul, foi publicado pela primeira vez no Brasil em 2017 com o título Em Alto-Mar.

## Obras
- L'esercito italiano durante il colera del 1868 , Milano, Bernardoni, 1869.
- La vita militare. Bozzetti, Milano, Treves, 1868.
- Racconti militari. Libro di lettura ad uso delle scuole dell'esercito, Firenze, Le Monnier, 1869.
- Impressioni di Roma, Firenze, Faverio, 1870.
- Spagna, Milano, Cerveteri, 1871; Firenze, Barbera, 1873.
- Pagine sparse, Milano, Tipografia editrice lombarda, 1874
- Novelle, Firenze, Le Monnier, 1872; Milano, Treves, 1878.
- Ricordi del 1870-71, Firenze, Barbera, 1872.
- Ricordi di Londra, Milano, Treves, 1874.
- Olanda, Firenze, Barbera, 1874 [ed. port. : "A Holanda"; Livraria Bertrand, 1906].
- Marocco. Milano, Treves, 1876 [ed. port. : "Marrocos"; Lisboa, Corazzi, 1889]
- Costantinopoli , Milano, Treves, 1877 [ed. port. : "Constantinopla"; Lisboa, Tinta da China, 2017]
- Ricordi di Parigi, Milano, Treves, 1879.
- Gli effetti psicologici del vino, Torino, Loescher, 1881.
- Ritratti letterari, Milano, Treves, 1881 [ed. port. : "Retratos Litterarios : Hugo, Zola, Dudet, Augier e Dumas"; Lisboa, Fernandes, 1882].
- Poesie, Milano, Treves, 1881.
- Gli amici, Milano, Treves, 1883.
- Alle porte d'Italia, Roma, Sommaruga, 1884.
- Coração - no original Cuore. Libro per i ragazzi, Milano, Treves, 1886.
- Em Alto-Mar, ed. Nova Alexandria, 2017 - no original Sull'oceano, Milano, Treves, 1889.
- Il romanzo di un maestro, Milano, Treves, 1890.
- Il vino, Milano, Treves, 1890.
- Osservazioni sulla questione sociale. Conferenza detta la sera di giovedì 11 febbraio 1892 all'Associazione universitaria torinese, Torino, Roux, 1892.
- Amore e ginnastica, 1892.
- Fra scuola e casa. Bozzetti e racconti, Milano, Treves, 1892.
- Coraggio e costanza. Il viaggiatore Carlo Piaggia, Torino, Paravia, 1895 (1878).
- Ai fanciulli irredenti. Padri e figli, Milano, Morosini, 1895.
- Ai ragazzi. Discorsi, Milano, Treves, 1895.
- La maestrina degli operai, Milano, Treves, 1895.
- La lettera anonima, Milano, Treves, 1896.
- Il 1º maggio. Discorso tenuto all'Associazione generale degli operai la sera del 1º maggio 1896, Torino, Libreria editrice socialista del Grido del popolo, 1896.
- Ai nemici del socialismo, Novara, Repetto, 1896.
- Collaboratori del socialismo; Compagno, Milano, Morosoni, 1896.
- Nel campo nemico. Lettera a un giovane operaio Socialista, Firenze, Tip. Cooperativa, 1896.
- Pensieri e sentimenti di un socialista, Pavia, Tipografia e legatoria cooperativa, 1896.
- Socialismo e patria, Milano, Monti, 1896.
- Per l'idea. Bozzetti, Novara, Repetto, 1897.
- Gli azzurri e i rossi, Torino, Casanova, 1897.
- Il socialismo e l'eguaglianza, Diano Marina, Tip. artistica, 1897.
- Il socialismo in famiglia. La causa dei disperati, Milano, Ramperti, 1897.
- In America, Roma, Voghera, 1897.
- Le tre capitali. Torino, Firenze, Roma, Catania, Giannotta, 1898.
- La carrozza di tutti, Milano, Treves, 1899.
- Lotte civili, Firenze, Nerbini, 1899.
- Consigli e moniti, Firenze, Nerbini, 1900.
- Memorie, Milano, Treves, 1900.
- Il mio ultimo amico, Palermo, Biondo, 1900.
- Speranze e glorie. Discorsi, Catania, Giannotta, 1900.
- A una signora. Lettera aperta, Firenze, Nerbini, 1902.
- Capo d'anno. Pagine parlate, Milano, Treves, 1902.
- Nel giardino della follia, Livorno, Belforte, 1902.
- Un salotto fiorentino del secolo scorso, Firenze, Barbera, 1902.
- Una tempesta in famiglia. Frammento, Valenza, Battezzati, 1904.
- Nel regno del Cervino. Nuovi bozzetti e racconti, Milano, Treves, 1905.
- L'idioma gentile, Milano, Treves, 1905.
- Pagine allegre, Milano, Treves, 1906.
- Nel regno dell'amore, Milano, Treves, 1907.
- Compagnina. Scenette scritte per essere recitate dai bimbi, Torino, Tip. Cooperativa, 1907.
- Per la bellezza di un ideale, Iesi, Tip. Flori, 1907.
- Ricordi d'un viaggio in Sicilia, Catania, Giannotta, 1908.
- Ultime pagine di Edmondo De Amicis

I, Nuovi ritratti letterari e artistici, Milano, Treves, 1908.
II, Nuovi racconti e bozzetti, Milano, Treves, 1908.
III, Cinematografo cerebrale. Bozzetti umoristici e letterari, Milano, Treves, 1909.
- Primo Maggio, Milano, Garzanti, 1980.